# Sengoku Yōko
Sengoku Yōko (戦国妖狐) ist eine von 2007 bis 2016 erschienene Manga-Serie von Satoshi Mizukami. Die Fantasy-Geschichte erzählt vom Kampf zwischen Menschen und Katawara genannten Monstern in einem mittelalterlichen Japan. 2024 startete eine Anime-Umsetzung des Mangas.

## Inhalt
Im Japan der Sengoku-Zeit leben neben den Menschen auch Monster, die Katawara genannt werden. Manche von ihnen sind friedlich, andere eine Bedrohung für die Menschen, weswegen die Katawara von Menschen gefürchtet und bekämpft werden. Der Junge Jinka wächst unter Katawara auf und will sie beschützen. Er wird von einem mächtigen Mönch aufgezogen, der jedoch stirbt als Jinka noch jung ist. Mit der Katawara Tama geht er einen Pakt ein, um ihre Kraft zu erhalten und zum Schutz der Katawara kämpfen zu können. Er zieht durch das Land, um Katawara zu schützen, Menschen zu bestrafen und eines Tages selbst ein echter Katawara zu werden. Dabei treffen sie eines Tages auf den jungen Ronin Sen'ya. Auch er will stärker werden und schließt sich den beiden auf ihrer Reise an. Bald stößt das Mädchen Shakugan zu ihnen, die von Mönchen in einem Experiment zu einem halben Katawara verwandelt wurde.

## Veröffentlichung
Der Manga erschien zunächst ab Dezember 2007 in einzelnen Kapiteln im Magazin Comic Blade. Mit Einstellung des gedruckten Magazins im Juli 2014 endete die Serie dort und wurde im September 2014 im Webmagazin Mag Comi beziehungsweise dem Comic Blade Online fortgesetzt. Dort wurde der Manga im Mai 2016 abgeschlossen. Der Verlag Mag Garden brachte die Serie auch in 17 Sammelbänden heraus. Diese erschienen bei Tokyopop auf Englisch in den USA.

## Animeserie
Beim Studio White Fox entstand unter der Regie von Cagetzu Aizawa eine Umsetzung des Mangas als Animeserie. Die Drehbücher schrieb Jukki Hanada. Das Charakterdesign adaptierte Yōsuke Okuda, die künstlerische Leitung lag bei Miu Miyamoto und für die Kameraführung war Daisuke Horino verantwortlich. Bei den 3D-Animationen führte Satoki Iida Regie und Tonregie führte Satoki Iida.
Die 23 Minuten langen Folgen werden seit dem 10. Januar 2024 von den Sendern Tokyo MX, ABC, Mētele und BS Asahi in Japan ausgestrahlt. Parallel dazu wird die Serie von Crunchyroll international veröffentlicht, unter anderem mit deutschen, englischen, spanischen und französischen Untertiteln.

### Synchronisation
| Rolle    | Japanische Stimme (Seiyū) |
| -------- | ------------------------- |
| Sen'ya   | Hiroki Nanami             |
| Jinka    | Sōma Saitō                |
| Tama     | Yūki Takada               |
| Shakugan | Tomoyo Kurosawa           |

### Musik
Die Musik der Serie wurde komponiert von Evan Call. Die Vorspannlieder sind: 
- Hibana von MindaRyn
- Katawara von Stereo Dive Foundation

Die Abspanne wurden unterlegt mit:
- Yūyami no Uta von Keiko
- Yoru no Sui (夜の隨) von Hiroki Nanami
- Banri Ikkū (万里一空) von Rainy

In Folge 18 wird außerdem das Lied Sekidei (赤泥) von MindaRyn eingespielt.

## Theaterstück
Vom 24. September bis 4. Oktober 2024 wurde im Theatre1010 in Adachi ein Theaterstück zum Manga gezeigt. Regie führte Naohiro Ise, der auch das Buch schrieb. Koichi Goseki war verantwortlich für die Choreografie und Seijiro Nakamura für die Kampfchoreografie. Die Hauptrollen übernahmen Kōsuke Honda als Jinka, Momoka Onishi als Tama, Yūya Uno als Shinsuke und Ui Sakura als Shakugan.